# The Girl Without a Soul
The Girl Without a Soul er en amerikansk stumfilm fra 1917 instrueret af John H. Collins.
Filmen blev i 2018 optaget i National Film Registry under Library of Congress grundet filmens "kulturelle, historie og æstetiske betydning for nationens filmarv".

## Medvirkende
- Viola Dana som Unity Beaumont / Priscilla Beaumont.
- Robert Walker som Hiram Miller.
- Fred C. Jones som Ivor.
- Henry Hallam som Dominic Beaumont.
- Margaret Seddon som Henrietta Hateman.

## Handling
Filmen handler om to tvillingesøstre, begge spillet af Viola Dana, der var gift med filmens instruktør. Den ene søster er en dygtig violinist, der beundres af sin far, og den anden søster er misundelig på den talentfulde søster. Søsterens jalousi fører til en række moralske konflikter, som begge søstre må kæmpe med.